# Trevor Murdoch
William Theodore Mueller (n. aprilie 1980) este un wrestler american ce evoluează în prezent în divizia RAW a promoției World Wrestling Entertainment (WWE), sub numele de ring Trevor Murdoch.

## Titluri în Wrestling
- Cauliflower Alley Club
  - Future Legend Award (2009)[2]
- Total Nonstop Action Wrestling
  - Dupp Cup (1 dată) – cu Bo Dupp
- Pro Wrestling Illustrated

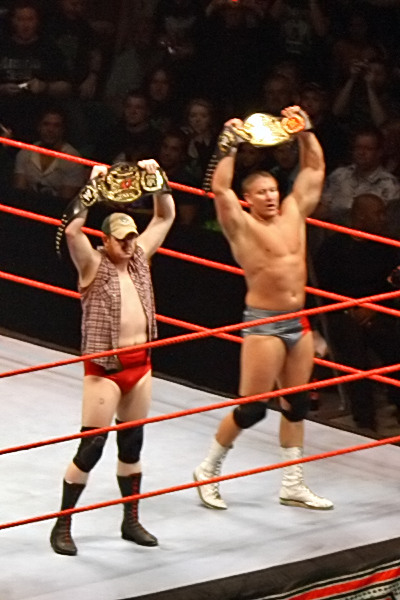
Murdoch (left) and Lance Cade as the World Tag Team Champions.

  - PWI ranked him #96 of the top 500 singles wrestlers in the PWI 500 in 2008
- World League Wrestling
  - WLW Heavyweight Championship (5 times)[3][4]
  - WLW Tag Team Championship (3 times) - with Bull Schmitt (1) and Wade Chism (2)[5][6]
- World Wrestling Entertainment
  - World Tag Team Championship (3 ori) - cu Lance Cade[7][8][9]
- World Wrestling Xpress
  - WWX Heavyweight Championship (1 time)[10]
  - WWX United States Championship (1 time) [11]